# Chrysocraspeda iole
Chrysocraspeda iole är en fjärilsart som beskrevs av Swinhoe 1892. Chrysocraspeda iole ingår i släktet Chrysocraspeda och familjen mätare. Inga underarter finns listade i Catalogue of Life.